# Production Part Approval Process
Production Part Approval Process (PPAP) är en kvalitetssäkringsprocess för godkännande av ett företags processer. 
Används bland underleverantörer till fordonsindustrin genom att visa 
| ”                          | "....all customer engineering design record and specification requirements are properly understood by the supplier and that the process has the potential to produce product consistently meeting these requirements during an actual production run at the quoted production rate." | „ |
| – Version 4 March 1st 2006 | |   |

PPAP är nära knutet till metodiken APQP – Advanced Product Quality Planning – på svenska I förväg planerad kvalitetssäkring av en produkt. PPAP och APQP används huvudsakligen i bilindustri och är ett krav från flera bil- och lastbilstillverkare, till exempel Volvo Personvagnar, Scania, GM och Ford motors. 
PPAP är i vanlig del av kvalitetssystemet QS9000. För det modernare ISO/TS16949 gäller utöver själva TS16949 och specifika kundkrav finns krav på användning av referensmanualer. Vilka referensmanualer som skall tillämpas specificeras i kundens krav, bland AIAG:s referensmanualer finns PPAP. Andra vanliga referensmanualer är APQP, failure modes and effects analysis, mätsystemsanalys och statistisk processkontroll.
I praktiken innebär krav på PPAP-godkännande av en ny produkt eller produktionsprocess att en projektledare leder arbetar enligt APQP för att följa de 18 kravelementen i PPAP. Där ingår bland annat styrplan, FMEA, materialprov, uppmätning och provkörning. Detta resulterar i en PPAP-mapp som gås igenom med kunden för godkännande. Vid godkänd PPAP är produkten eller processen godkänd för leverans. 